# Tracy Porter
(en) Statistiques sur pro-football-reference
Tracy Porter, né le 11 août 1986 à Port Allen en Louisiane, est un joueur américain de football américain évoluant au poste de cornerback. Il a joué pour les Saints de la Nouvelle-Orléans, les Broncos de Denver, les Raiders d'Oakland, les Redskins de Washington et les Bears de Chicago.